# Provincia di Batanes
La provincia di Batanes è una provincia delle Filippine nella regione della Valle di Cagayan.
Il capoluogo provinciale è Basco.
Batanes è la provincia più settentrionale e più piccola, sia come superficie che come popolazione, del Paese. Il territorio della provincia è costituito dalle 10 isole che formano l'arcipelago delle Isole Batan: Mavudis (o Y'Ami), Misanga (o Isola del Nord), Ditarem (già Siayan o Siagan), Siayan (già Mabudin o Mavodis), Itbayat, Dinem (o Diogo), Batan, Sabtang, Ivuhos (o Ivohos) e Diadekey (o Dequey oppure Jikey)

## Geografia antropica

### Suddivisioni amministrative
La provincia di Batanes è composta da 6 municipalità:
- Basco
- Itbayat
- Ivana
- Mahatao
- Sabtang
- Uyugan